# Mammillaria duwei
Mammillaria duwei es una especie  perteneciente a la familia Cactaceae. Es endémico de Durango, Guanajuato, Jalisco, Zacatecas  en México. Su hábitat natural son los áridos desiertos. Está tratada en peligro de extinción por pérdida de hábitat. 

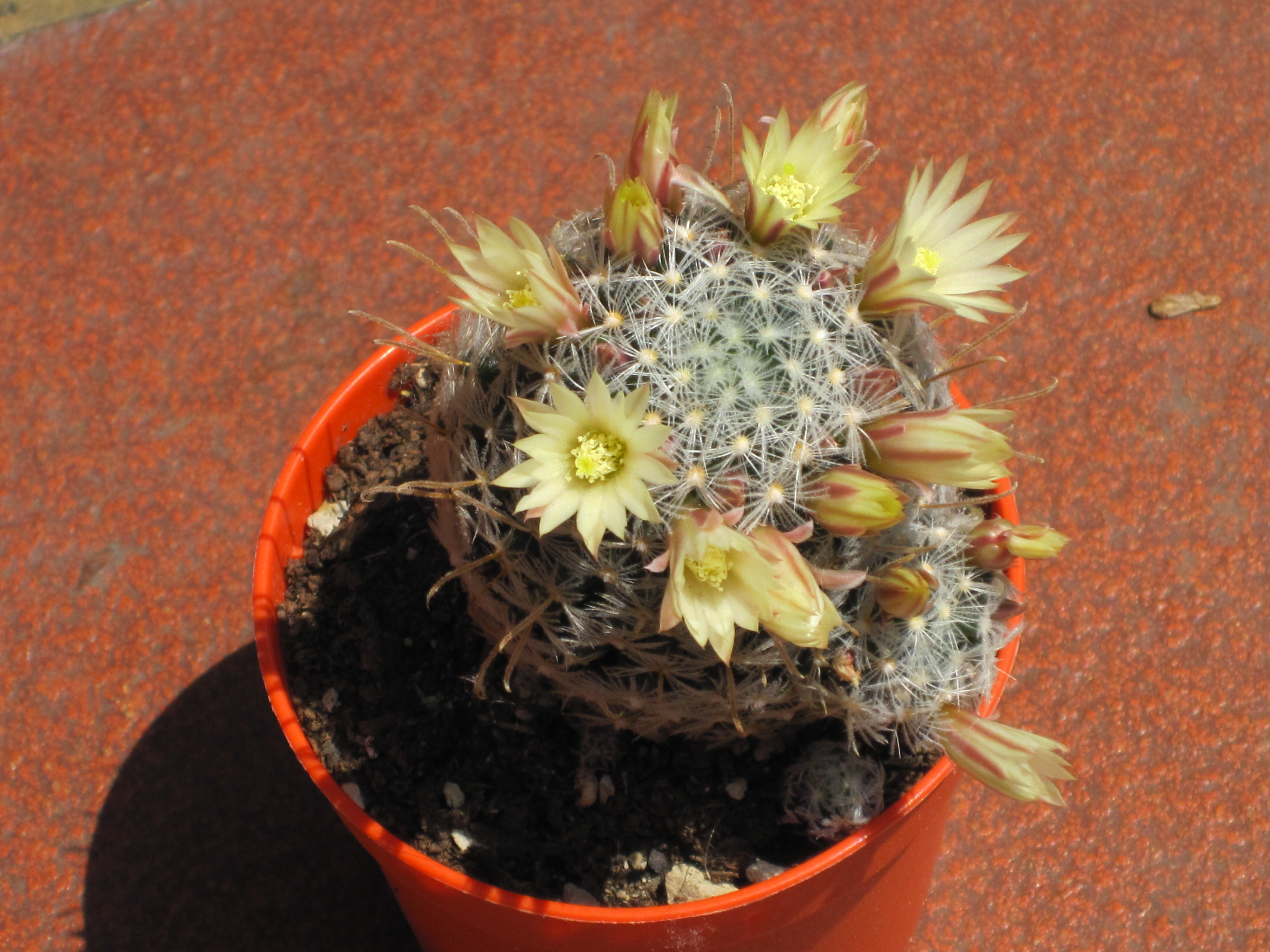
Mammillaria duwei

## Descripción
Es una planta perenne carnosa y globosa con las hojas transformadas en espinas, de color verde y con las flores de color blanco. Se desarrolla en terrenos volcánicos o rocosos a más de 2000 m s. n. m. de altitud.

## Taxonomía
Mammillaria duwei fue descrita por Rogoz. & Appenz. y publicado en Kakteen und andere Sukkulenten 36: 164, f, en el año 1985.
Etimología
Mammillaria: nombre genérico que fue descrita por vez primera por Carolus Linnaeus como Cactus mammillaris en 1753, nombre derivado del latín mammilla = tubérculo, en alusión a los tubérculos que son una de las características del género.
duwei: epíteto